# Janet K. Braun
Janet K. Braun – amerykańska zoolożka; Associate Staff Curator należącego do University of Oklahoma (Uniwersytetu Oklahoma) Sam Noble Oklahoma Museum of Natural History. Współodkrywczyni należącego do koszatniczkowatych rodzaju gryzoni Pipanacoctomys.

## Publikacje
- Mares, M.A., oraz J.K. Braun. Systematics and natural history of marsupials from Argentina. Pp. 23-45, in Reflections of a Naturalist: Papers Honoring Professor Eugene D. Fleharty (J.R. Choate, ed.). Fort Hays Studies, Special Issue 1, Hays, Kansas.
- Barquez, R. M., M. A. Mares, oraz J. K. Braun. 1999. The Bats of Argentina. Special Publications, Museum of Texas Tech University, Lubbock, Texas, 42:1- 275.
- F. Agustin Jimenez, Janet K. Braun, Mariel Campbell, oraz Scott Lyell Gardner – Endoparasites of Fat-Tailed Mouse Oppossums (Thylamys: Didelphidae) from Northwestern Argentina and Southern Bolivia, With the Description of a New Species of Tapeworm wyd: Faculty Publications from the Harold W. Manter Laboratory of Parasitology; 2008
- Daniel F. Williams, Hugh H. Genoways, oraz Janet K. Braun – "Taxonomy" from Biology of the Heteroeromyidae; wyd: Mammalogy Papers: University of Nebraska State Museum; 1993